# Vicedo
Vicedo (w jęz. galicyjskim O Vicedo) – nadmorskie miasto w Hiszpanii w północno - wschodniej Galicji w prowincji Lugo.